# Bücker Bü 181
Pour les articles homonymes, voir Bücker.

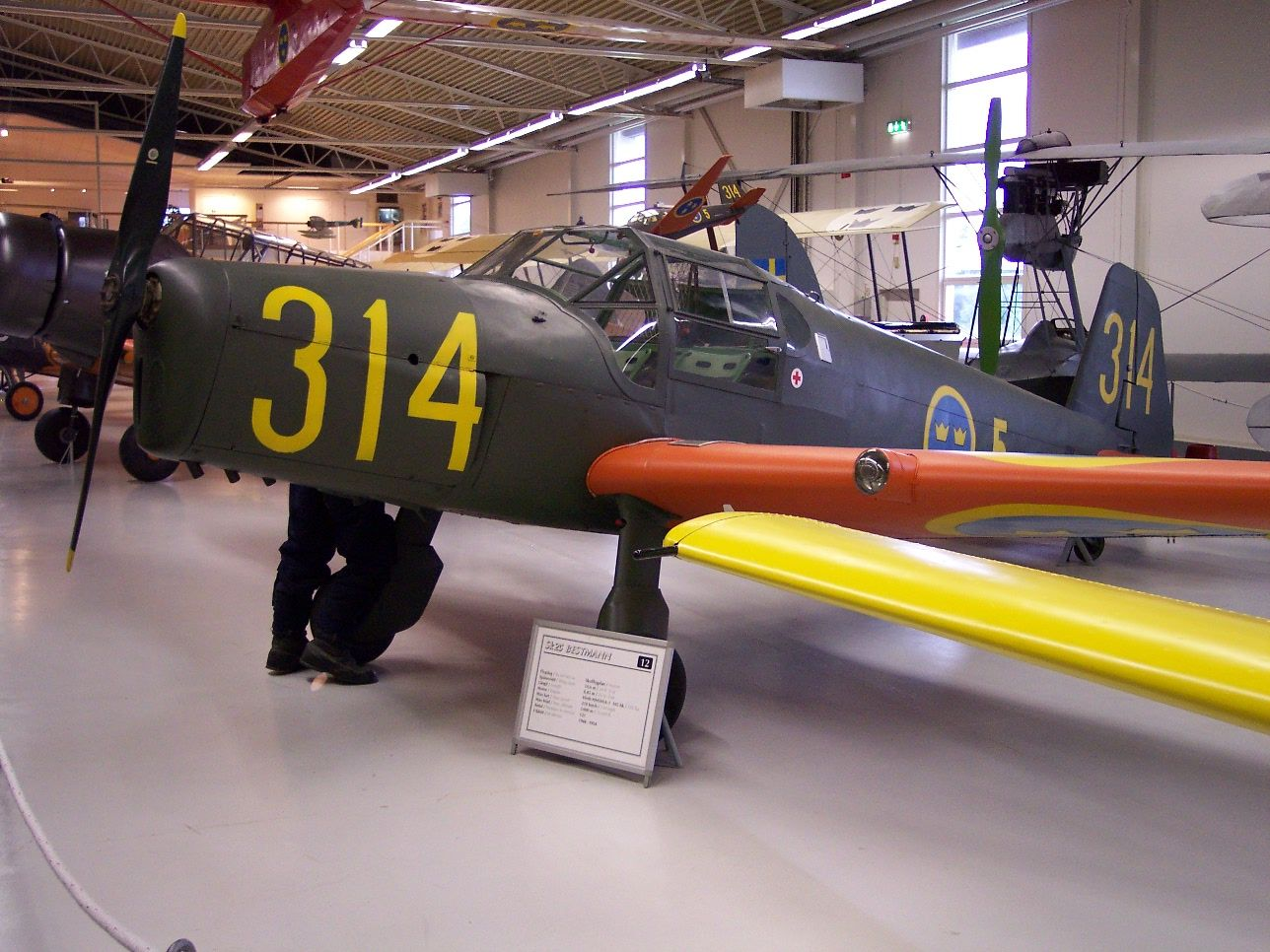
Bücker Bü 181B Bestmann (version suédoise "Sk 25")

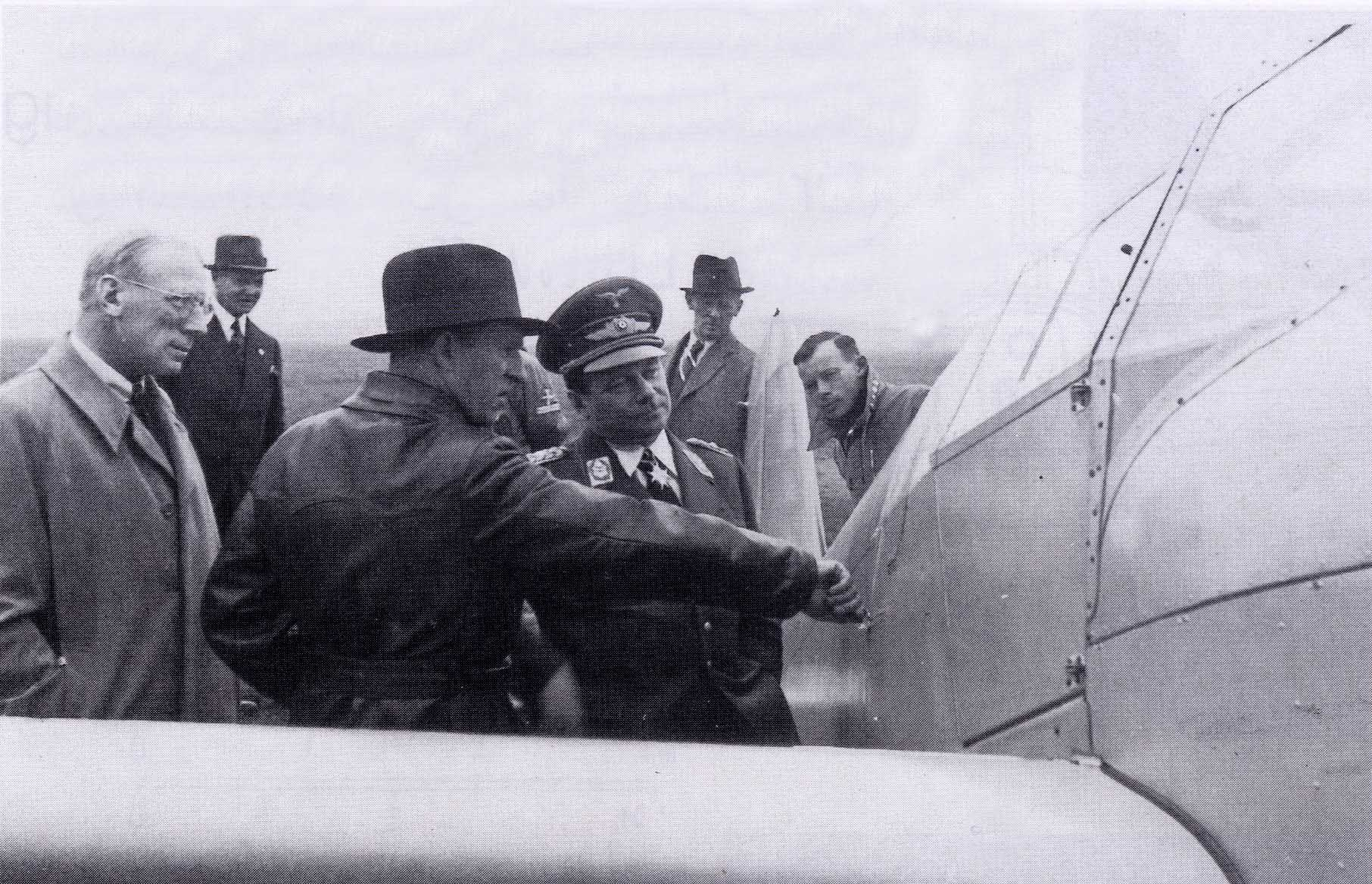
Le Général Ernst Udet, Chef du Technische Amt du RLM critique la forme de la porte du cockpit du Bü 181 V1, conçue par Anderson en deux parties et s’ouvrant vers le haut. À g. : C. C. Bücker.

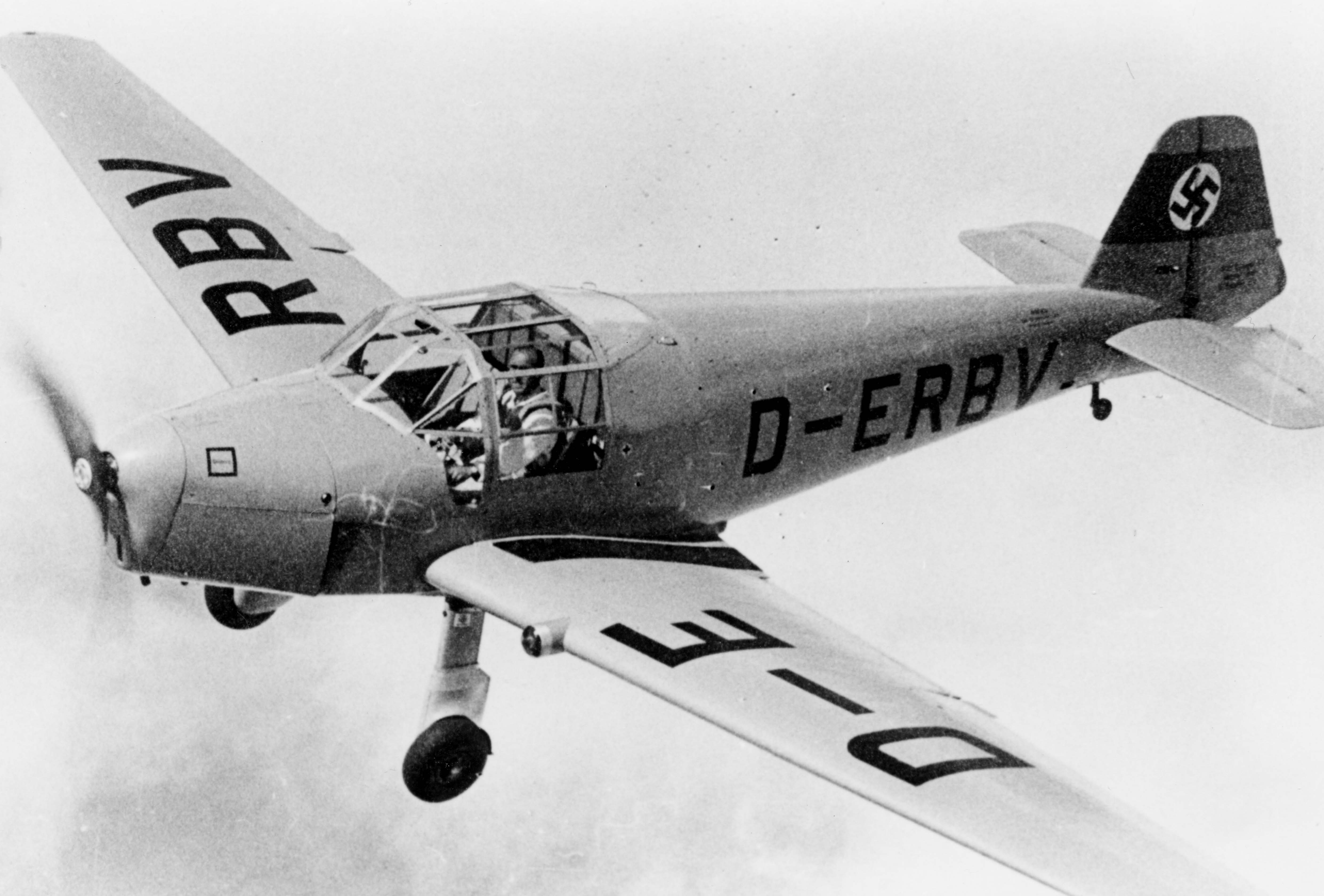
Sur le deuxième appareil, la plupart des critiques de Udet ont été prises en compte. Les portes sont bien d’une seule pièce mais s’ouvrent toujours vers le haut. La forme et la taille de l’empennage ne sont pas encore celles de la version de série

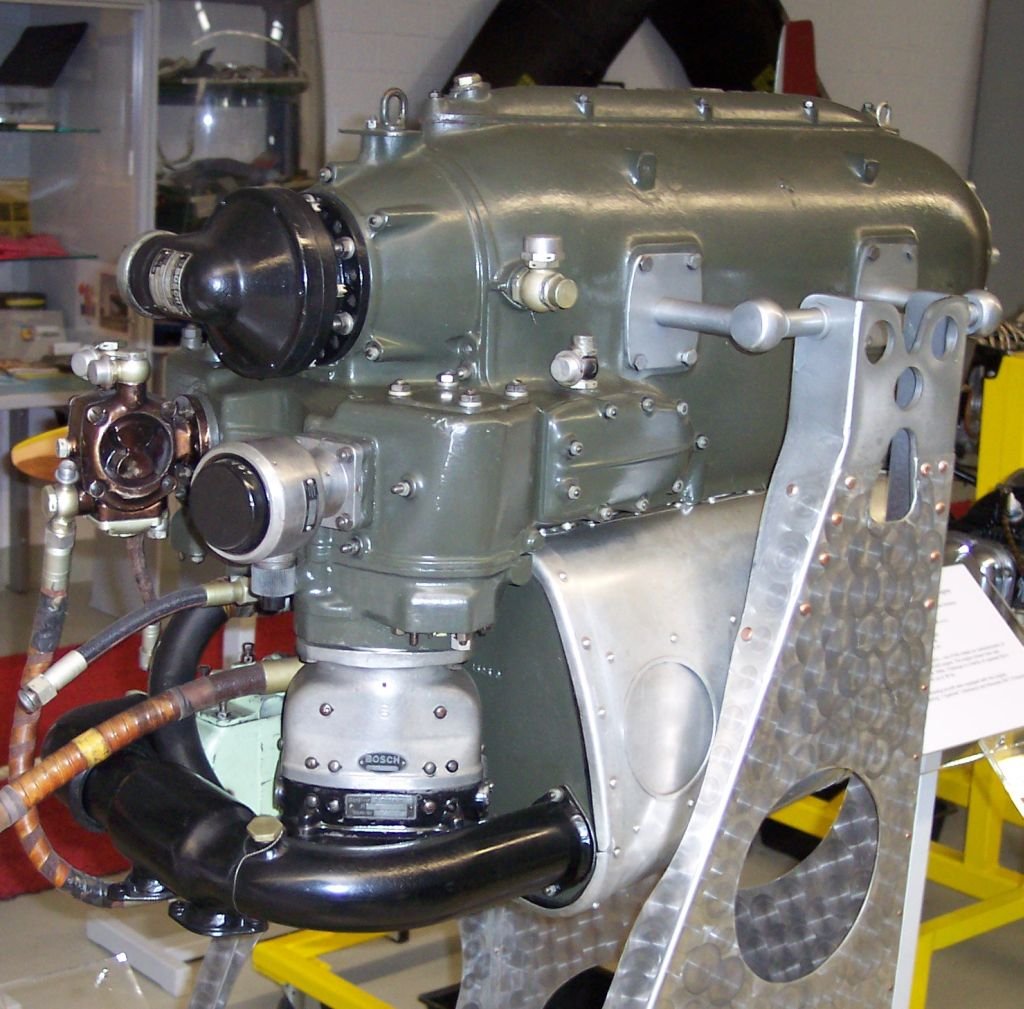
Un moteur Hirth HM 500A

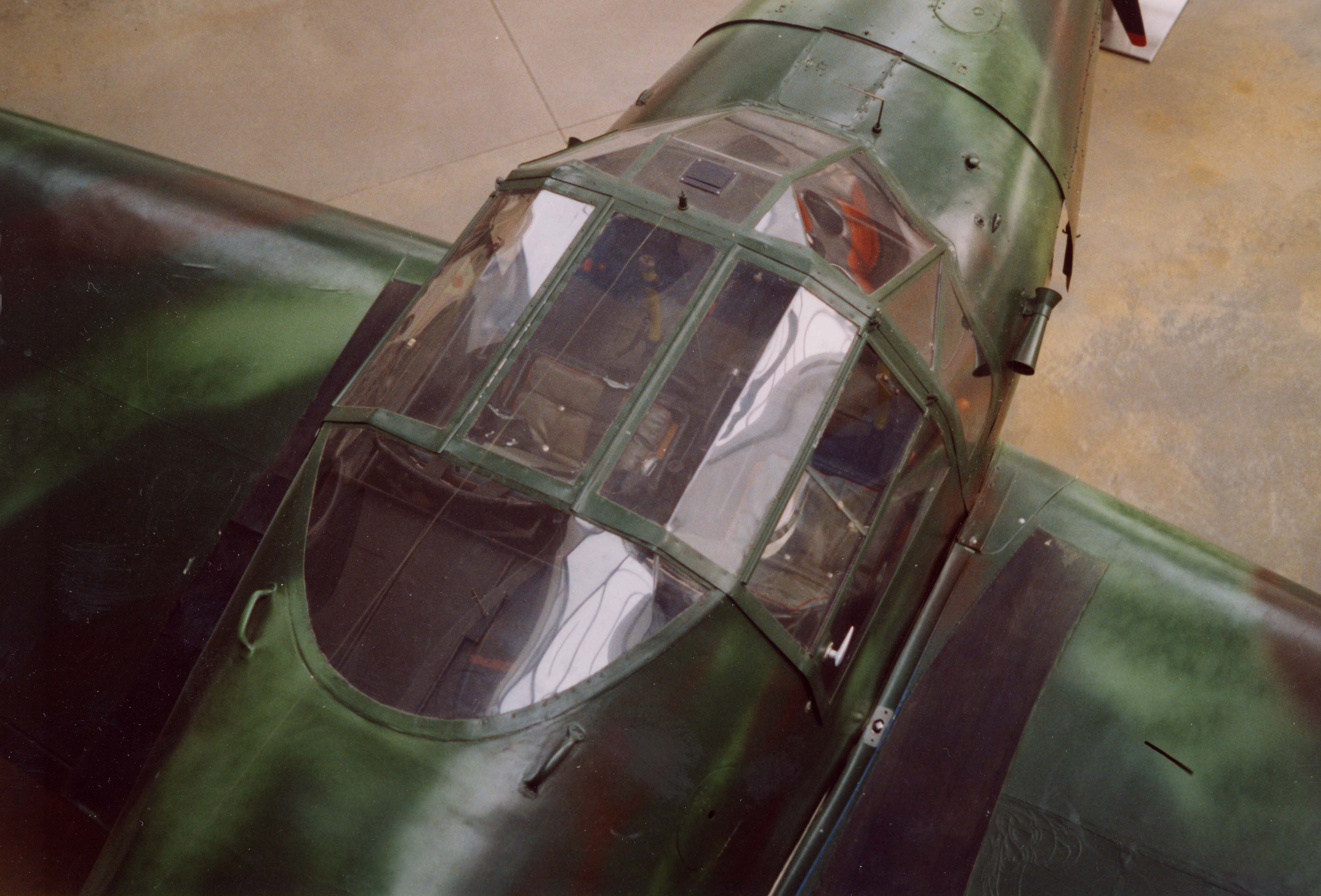
La verrière de l’appareil de série

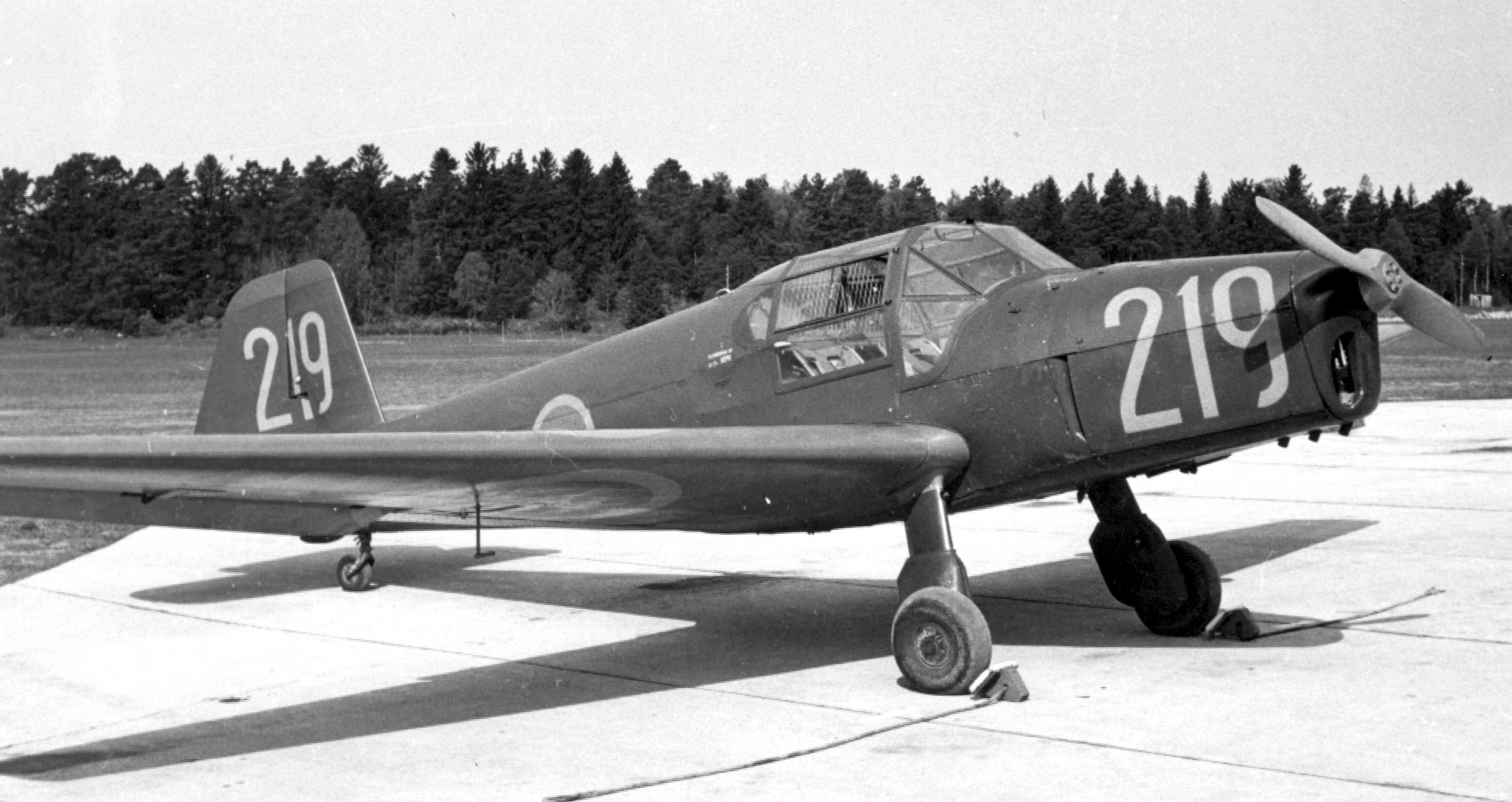
L’un des appareils construits pour l’armée de l’Air suédoise et rebaptisés Sk 25

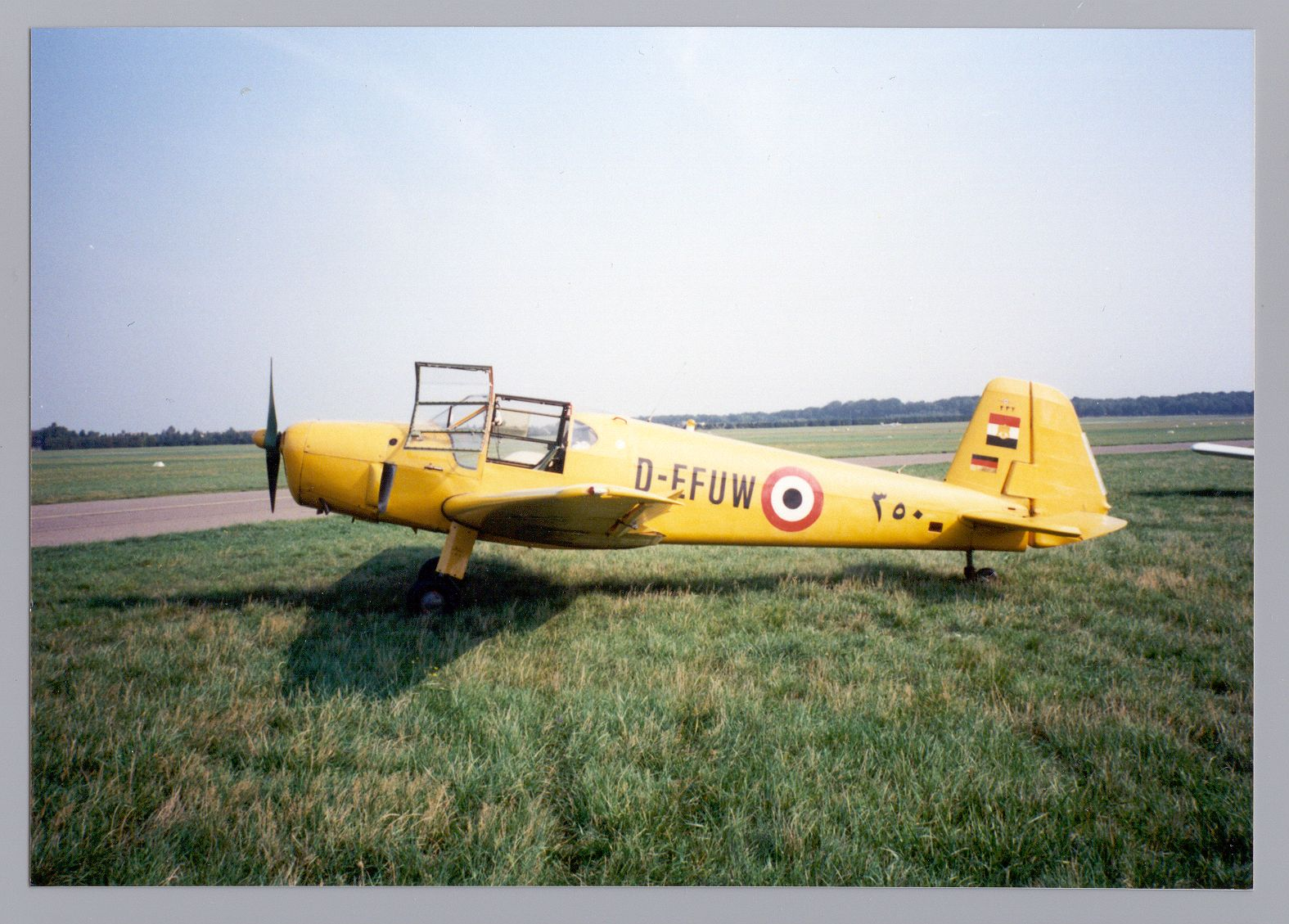
L’un des appareils construits en Égypte, rebaptisés "Goumhouria", avec sa peinture d’origine mais l’immatriculation allemande

Le Bücker Bü 181 Bestmann fut parmi les avions école et d’entraînement réalisés par Bücker Flugzeugbau celui qui fut construit en plus grand nombre.

## Une conception nouvelle
Le Bü 181 a marqué un changement radical dans les méthodes de formation ab initio des pilotes de la Luftwaffe. Elle utilisait jusque-là essentiellement des biplans et rarement des monoplans dont les deux places étaient ouvertes à tous les vents et où le pilote et son élève emmitouflés ne pouvaient communiquer pendant le vol que grâce à des signes préalablement convenus. Or voilà que Carl Clemens Bücker et son chef concepteur surdoué, le Suédois Anders J. Anderson, présente le concept entièrement nouveau du Bü 181 qu’il baptisa Bestmann. Pilote et élève y étaient assis côte à côte dans une cabine spacieuse, hermétique, chauffée, équipée de sièges réglables et où la communication vocale était possible. Grâce à ses qualités de vol excellentes, symbole de la marque Bücker, le Bü 181 aurait dû avoir toutes les chances de devenir le nouvel avion-école standard de la Luftwaffe pour remplacer les Focke-Wulf Fw 44, Heinkel He 72 et même le Klemm Kl 35 et son propre prédécesseur le Bücker Bü 131. Ceci était par ailleurs indispensable car contrairement aux avions développés par les autres sociétés dont le RLM finançait le développement dès le départ, Bücker avait supporté seul tout le risque tout comme pour le Bü 131 et le Bü 133. Il lui fallait donc remporter le marché pour se rembourser de son investissement.

## Les essais en vol
Le premier appareil (V1, immatriculé D-EPDS) avait fait son premier vol vraisemblablement dans les derniers jours du mois de février 1939 piloté par le chef des essais en vol Arthur Benitz. Quelques jours plus tard seulement, le directeur du Technische Amt du RLM le général Ernst Udet venait visiter l’usine et faire un vol. Alors qu'il n'avait que peu de remarques à formuler vis-à-vis des performances et des qualités de vol de l’appareil, il émit de nombreuses critiques qui concernaient essentiellement la cabine et les portes. Les portes surtout, dont la partie inférieure en tôle se rabattait vers le bas et la partie supérieure, élément de verrière, vers le haut. La « hauteur de plafond » lui paraissait aussi être trop faible. Il fallut donc refaire le dessin de certains éléments en toute hâte, ce qui repoussa d’environ deux mois la présentation du deuxième avion, prévue en mai. Ce deuxième appareil (D-ERBV) put être testé en vol par le pilote du centre d’essai de Rechlin responsable du programme Helmut Czolbe et par d’autres pilotes du centre le 29 juillet 1939. Comme on le voit sur la photo, la cabine avait été nettement agrandie par rapport au V1 et ses portes étaient en une seule pièce, bien que s’ouvrant encore vers le haut. L’empennage surtout, ne correspondait pas au dessin définitif de la série du point de vue de la taille et de la forme. Trois autres prototypes (V3 à V5) furent encore essayés « sous toutes les coutures » à Rechlin. Parmi ceux-ci, un essai comparatif avec un Arado Ar 79 concernant l’aptitude à la formation se conclut aussi à l'avantage du Bü 181. Le deuxième concurrent, le Klemm Kl 70, était encore en cours de mise au point chez le constructeur et ne fut donc pas pris en considération.

## Le début de la fabrication
Le RLM n’avait par conséquent pas d’autre choix que d’attribuer une commande importante à Bücker et de financer l’agrandissement de ses usines de Rangsdorf où la fabrication en série du nouvel avion baptisé A-1, encore équipé de moteurs HM 504 A-2, était en cours au milieu de l’année 1940. À partir de fin 1941, les avions étaient des modèles B-0 (55 appareils construits) puis finalement des B-1. Cette version possédait déjà le moteur Hirth HM 500 utilisé jusqu’à la fin et fournissant comme son prédécesseur 105 ch (77 kW).

## Intérêt à l’étranger
En juin 1942, un Bestmann fut exporté en Suisse et immatriculé HB-EBI. Il appartenait à la société Dornier de Altenrhein qui avait construit sous licence la majeure partie des Bü 131 et Bü 133 utilisés pour la formation des pilotes des Troupes d'aviation suisses. L’avion fut mis à la disposition de l’état-major des Troupes d'aviation (Kommando der Flieger- und Flabtruppen) pour évaluation. Le résultat ne satisfaisait cependant pas leurs espérances. Les Suisses préféraient garder leurs vieux Bü 131 Jungmann et Bü 133 Jungmeister malgré les efforts de Bücker comme l’envoi du chef pilote d’essai Benitz qui fit des démonstrations impressionnantes.
Les Troupes d'aviation récupérèrent vers la fin de la guerre six Bü 181 de la Luftwaffe qui tous avaient été internés après avoir servi à la fuite de personnes en Suisse.
La situation était différente en Suède. La Force aérienne suédoise, (Flygvapnet) acheta en 1942 un Bü 181 puis acquit les droits de fabrication sous licence après une évaluation satisfaisante. De mars 1944 à 1946, 120 appareils y furent construits sous la désignation Sk 25. Les avions furent fabriqués par la société Hägglund & Söner à Örnsköldsvik. La Flygvapnet les utilisa de 1944 à 1954. Lors de leur retrait du service, ils furent vendus à des clubs d’aviation et à des utilisateurs privés, essentiellement en Suède. Quelques-uns furent exportés en Allemagne après 1955. Certains continuent de voler de nos jours.

## Augmentation de la production
En 1942, la société hollandaise Fokker fut mise à contribution et fabriqua elle aussi des Bü 181. Elle reçut une commande portant sur 675 avions en version B-1. Un autre producteur fut à partir de mai 1942 la société tchèque Zlin qui avait jusque-là fabriqué des Klemm Kl 35. Elle reçut une commande portant sur 385 avions. Alors que Bücker produisait déjà 20 avions par mois, Zlin dut arriver aux mêmes cadences en l’espace de 6 mois seulement. Fokker par contre devait arriver à produire 40 avions par mois en l’espace de 10 mois seulement, ce qui faisait un total de 80 appareils par mois. Le programme aéronautique 223/1 du 15 août 1943 indique que 606 avions avaient été pris en charge à la date du 31 mars de cette année-là, et que des commandes pour 2886 autres avions étaient en cours de réalisation, la cadence mensuelle totale des trois fournisseurs devant passer à 97 et même 99 à partir de juin. En tout état de cause, la Luftwaffe avait 1318 Bü 181 en service en janvier 1944 et que ce chiffre passa à 1601 en septembre. Au mois de juin, 334 000 vols avaient été effectués et chaque avion cumulait en moyenne 102 heures de vol (hdv). En septembre cependant, ces chiffres baissèrent à 94 000 du fait du manque croissant de carburant et les avions n’affichaient plus que 29 hdv en moyenne.
Production des Bü 181 destinés à la Luftwaffe au 31 janvier 1945 :
| Version | Bücker | Zlín | Fokker | TOTAL |
| ------- | ------ | ---- | ------ | ----- |
| A-0     | 7      |      |        | 7     |
| A-1     | 18     |      |        | 18    |
| B-0     | 55     |      |        | 55    |
| B-1     | 542    | 181  | 132    | 855   |
| B-2     |        | 201  | 244    | 445   |
| C-1     | 275    |      |        | 275   |
| C-2     | 1      | 404  | 332    | 737   |
| C-3     | 289    |      |        | 289   |
| TOTAL   | 1.187  | 786  | 708    | 2.681 |

Aux mois de février et mars 1945, entre 50 et 60 Bü 181 furent encore fabriqués par Zlín et Bücker. On peut supposer qu’en avril 1945, quelques appareils encore quittèrent les chaînes d’assemblage. Au total 2 750 Bü 181 furent ainsi fabriqués au cours de la Seconde Guerre mondiale.
(Source : Documentation des archives de la RFA / archives militaires de Fribourg-en-Brisgau)
Après la guerre, seule Zlin continua à le fabriquer à Zlín. Lorsque les moteurs allemands ne furent plus fabriqués, les avions reçurent des moteurs tchèques. Équipé d’un moteur Zlin Toma 4 de 110 ch, l’appareil fut alors rebaptisé Z.281 puis Z.381 lorsqu’il reçut un moteur Walter Minor (en) 4-III de 105 ch. Au total, 71 Z.181 furent construits de 1945 à 1946, 79 Z.281 de 1946 à 1949 et 315 Z.318 de 1947 à 1953, soit 465 appareils.
La carrière du Bestmann n’était cependant pas terminée pour autant : en Égypte, la société Heliopolis Air Works acheta la liasse de fabrication dans les années 1950 et développa une version baptisée Goumhouria équipée d’un moteur 6 cylindres à plat Continental O-300 A (en) de 147 ch (108 kW) qui fut exportée dans plusieurs pays du Proche-Orient.